# AC Petite

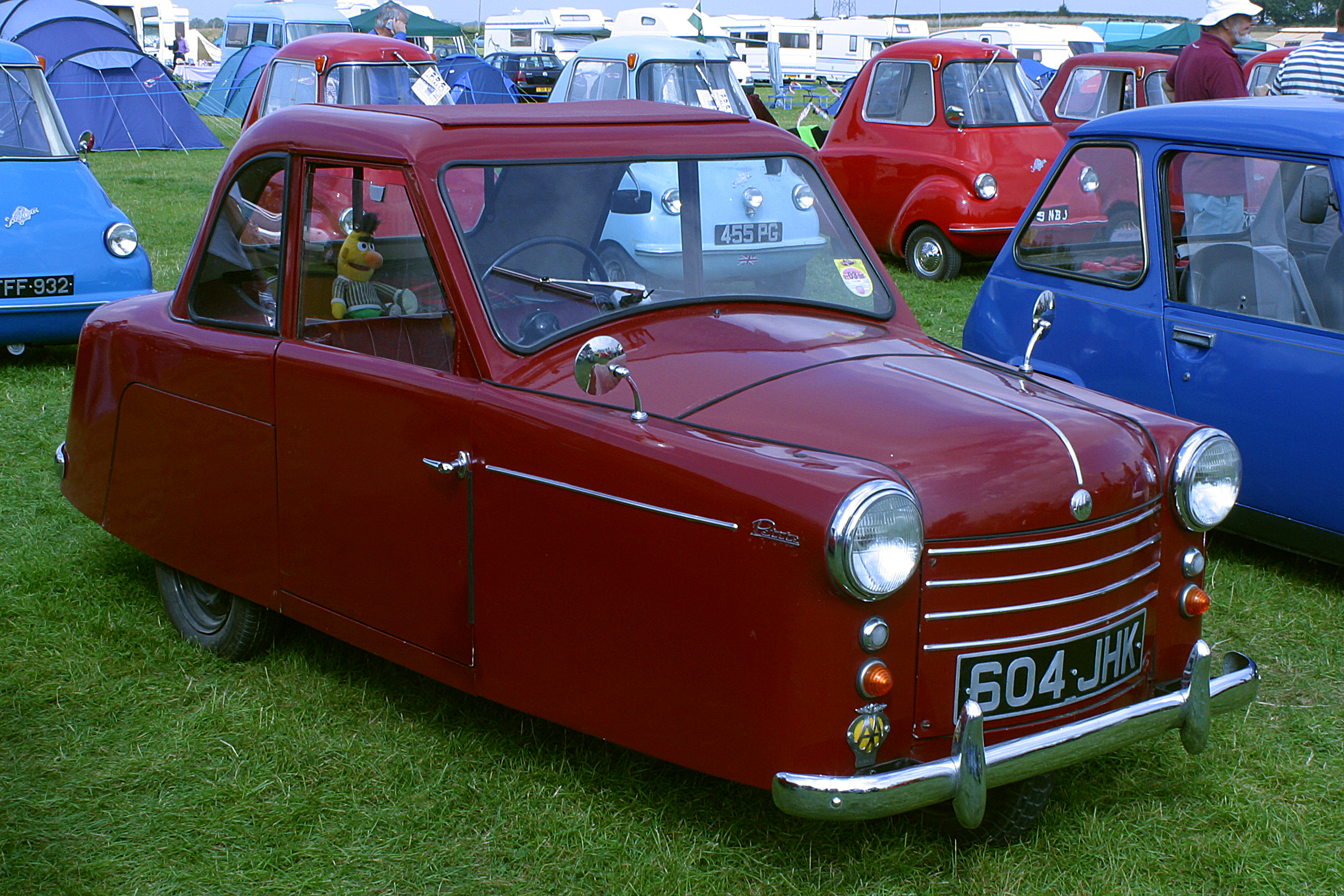
AC Petite

AC Petite var en engelsk mikrobil som tillverkades av AC Cars i Thames Ditton i Surrey mellan 1953 och 1958.
Det var ett trehjuligt fordon med ett hjul fram och plats för två passagerare. Motorn var en fläktkyld tvåtaktare från Villiers på 346 cc och blygsamma 8 hk. Den drev bakhjulen via tre kilremmar, en treväxlad växellåda med back, och en kedja till differentalen. Vagnen kunde med möda pressas upp i 70 km/h. Eftersom den saknade synliga hjulhus och hjulen satt en bit in så såg den ut att sväva över marken. 
En de luxe-modell tillverkades också. Den var utrustad med förkromade stötfångare, dörrlås och kromlister längs sidorna.
AC tillverkade vid denna tid även sportbilar, och om fabriken sades det att "de tillverkade både de snabbaste och de långsammaste bilarna i landet". Suezkrisen 1956 gav ett tillfälligt uppsving i försäljningen, men 1958 sjönk siffrorna så kraftigt att man såg sig nödsakad att lägga ned produktionen. Uppskattningsvis tillverkades 6 000 vagnar. Få finns kvar idag.